# GIGO
GIGO (англ. garbage in, garbage out «мусор на входе — мусор на выходе») — принцип в информатике, означающий, что при неверных входящих данных будут получены неверные результаты, даже если сам по себе алгоритм правилен.
В русскоязычной культуре аналогом принципа является выражение «что посеешь, то и пожнёшь».
Обычно это выражение применяется в отношении компьютерных программ, но также может использоваться для описания человеческих ошибок, вызванных недостатком, неточностью или ложностью исходных данных.